# Norge (Oklahoma)
Norge es un pueblo ubicado en el condado de Grady en el estado estadounidense de Oklahoma. En el año 2010 tenía una población de 145 habitantes y una densidad poblacional de 483,33 personas por km².

## Geografía
Norge se encuentra ubicado en las coordenadas 34°59′19″N 97°59′46″O / 34.98861, -97.99611 (34.988552, -97.996090).

## Demografía
Según la Oficina del Censo en 2000 los ingresos medios por hogar en la localidad eran de $48,750 y los ingresos medios por familia eran $48,750. Los hombres tenían unos ingresos medios de $30,833 frente a los $24,375 para las mujeres. La renta per cápita para la localidad era de $13,567. Alrededor del 8.0% de la población estaban por debajo del umbral de pobreza.